# Malayepipona assamensis
Malayepipona assamensis är en stekelart som beskrevs av Giordani Soika 1995. Malayepipona assamensis ingår i släktet Malayepipona och familjen Eumenidae. Utöver nominatformen finns också underarten M. a. manipurensis.